# Duracell-Hase
Der Duracell-Hase ist Werbeträger und Maskottchen der US-amerikanischen Marke Duracell. Er ist vor allem im deutschen Sprachraum bekannt. In den Vereinigten Staaten und Kanada ist eine ähnliche Werbefigur als Energizer Bunny bekannt.

## Geschichte
Die Marke Duracell wirbt für Haushaltsbatterien. In vielen ihrer Werbespots erscheint ein rosaroter, aufrechter Plüschhase. Dieser trägt eine kleine Trommel vor sich her, auf der er mit Drumsticks in den Pfoten herumtrommelt. In den Spots wird gezeigt, wie identischen Hasen, die mit Batterien nicht genannter Konkurrenten betrieben sein sollen, der Reihe nach die Energie ausgeht, während der Duracell-Hase unermüdlich weitertrommelt. In anderen Werbespots werden Sportarten wie Ski- und Kajakfahren, Boxen, Fußball und Marathonlauf stets mit dem Ergebnis nachgestellt, dass der Duracell-Hase problemlos gewinnt.
Laut Angaben von Duracell wurde der trommelnde Hase das erste Mal 1973 in den USA eingesetzt. Er wurde dort „Drumming Bunny“ (dt. „Trommelnder Hase“) genannt. Duracell wollte mit dieser Figur veranschaulichen, dass die damals neuartigen Alkaline-Batterien besser sind und längere Betriebsdauern ermöglichen als die Zink-Kohle-Batterien der Konkurrenz.

## Kritik an der Werbefigur
Neben unzähligen Parodien und Verballhornungen erfährt der Duracell-Hase in bestimmten Ländern Kritik und Zensur. So wurde er beispielsweise in China als „nicht gesetzeskonform“ eingestuft, da es nach chinesischem Gesetz verboten ist, in Werbespots zu lügen und/oder maßlos zu übertreiben. Daher erscheint der Hase in China zwar auf den Originalverpackungen, allerdings als sprintende Comicfigur.